# UFC on ESPN: Kattar vs. Chikadze
 UFC on ESPN: Kattar vs. Chikadze (conosciuto anche come UFC on ESPN 32, oppure UFC Vegas 46)  è stato un evento di arti marziali miste tenuto dalla Ultimate Fighting Championship il 15 gennaio 2022 all’UFC APEX di Las Vegas, negli Stati Uniti.

## Risultati
|                  | Divisione            |                      |                 |                  | Metodo                                      | Round           | Tempo           | Premio          |
| Card Principale  | Card Principale      | Card Principale      | Card Principale | Card Principale  | Card Principale                             | Card Principale | Card Principale | Card Principale |
| ---------------- | -------------------- | -------------------- | --------------- | ---------------- | ------------------------------------------- | --------------- | --------------- | --------------- |
|                  | Pesi piuma           | Calvin Kattar        | batte           | Giga Chikadze    | Decisione unanime (50–45, 50–45, 50–44)     | 5               | 5:00            | FOTN            |
|                  | Pesi massimi         | Jake Collier         | batte           | Chase Sherman    | Sottomissione (rear-naked choke)            | 1               | 2:26            | POTN            |
|                  | Pesi mosca           | Brandon Royval       | batte           | Rogério Bontorin | Decisione non unanime (29–28, 28–29, 29–28) | 3               | 5:00            |                 |
|                  | Pesi mosca femminili | Katlyn Chookagian    | batte           | Jennifer Maia    | Decisione unanime (30–27, 30–27, 30–27)     | 3               | 5:00            |                 |
|                  | Pesi leggeri         | Viacheslav Borshchev | batte           | Dakota Bush      | KO tecnico (pugno al corpo)                 | 1               | 3:47            | POTN            |
|                  | Pesi piuma           | Bill Algeo           | batte           | Joanderson Brito | Decisione unanime (30–27, 29–28, 29–28)     | 3               | 5:00            |                 |
| Card Preliminare |                      |                      |                 |                  |                                             |                 |                 |                 |
|                  | Pesi medi            | Jamie Pickett        | batte           | Joseph Holmes    | Decisione unanime (29–28, 29–28, 29–28)     | 3               | 5:00            |                 |
|                  | Pesi welter          | Court McGee          | batte           | Ramiz Brahimaj   | Decisione unanime (30–27, 30–27, 30–27)     | 3               | 5:00            |                 |
|                  | Pesi piuma           | Brian Kelleher       | batte           | Kevin Croom      | Decisione unanime (30–27, 30–27, 29–28)     | 3               | 5:00            |                 |
|                  | Pesi leggeri         | T.J. Brown           | batte           | Charles Rosa     | Decisione unanime (29–28, 29–28, 29–28)     | 3               | 5:00            |                 |

## Premi
I lottatori premiati ricevettero un bonus di 50.000 dollari.
Legenda:
- FOTN: Fight of the Night (vengono premiati entrambi gli atleti per il miglior incontro dell'evento)
- POTN: Performance of the Night (viene premiato il vincitore per la migliore performance dell'evento)